# Burg Koppenberg
Als Burg Koppenberg wird eine nicht mit Sicherheit belegte Befestigungsanlage im Stadtgebiet von Backnang bezeichnet. Von der Befestigung haben sich nur spärliche archivalische Belege erhalten.

## Lage
Die mutmaßliche Burgstelle ist modern bebaut und liegt auf einem östlichen Ausläufer des Koppenbergs, wahrscheinlich auf Flurstück 8/11 (Auf dem Hagenbach 52). Das Gebiet wird von der Murr im Süden und dem Eckertsbach im Osten und Norden umflossen. Die Gegend wird auch als Sulzbacher Vorstadt bezeichnet. Südlich der mutmaßlichen Burgstelle befindet sich das mittelalterliche Totenkirchle, eines der wenigen Gebäude Backnangs, die sowohl den Dreißigjährigen Krieg als auch den Pfälzischen Erbfolgekrieg überstanden haben.

## Geschichte
Über die Geschichte der Befestigung ist so gut wie nichts mehr bekannt. Nach Gustav Hildt lautete der alte Flurname des Gebiets Burrenrain, welcher von Hildt als Burgenrain gedeutet wurde. Der Name Burrenrain taucht in einer Urkunde von 1697 auf. Weiterhin erwähnt Hildt ein Gartengrundstück am Koppenberg, welches Hellerzinsen an die Grafen von Württemberg entrichten musste.
Ortsadlige werden in Backnang vom Ende des 13. Jahrhunderts bis Anfang des 15. Jahrhunderts erwähnt. Zu diesen in Backnang begüterten Familien gehörten die Nothaft von Hohenberg, die von Nippenburg, die Herren von Gomaringen und die Senft von Sulburg. Die Sturmfeder von Oppenweiler besaßen in Backnang einen Hof mit dem Namen Gesyrecke. Heinrich von Sturmfeder übertrug diesen Hof im 14. Jahrhundert an die von ihm gestiftete St. Katharinenpfründe in der Pfarrkirche zu Großingersheim. Wegen des Toponyms auf -eck wird ein Zusammenhang mit einer Burg auf dem Koppenberg vermutet. Nach dem Zweiten Weltkrieg wurde das Gebiet größtenteils überbaut.